# Hoher Knuck
Der Hohe Knuck ist ein 539 Meter hoher Berg im Spessart im bayerischen Landkreis Aschaffenburg im gemeindefreien Gebiet Rohrbrunner Forst.

## Geographie
Der Hohe Knuck liegt etwa 3,5 km nordöstlich des höchsten Spessartgipfels, dem Geiersberg. Der Fluss Hafenlohr verläuft von Westen bis Osten in einem Bogen um die nördlichen Berghänge. Im Süden geht der Hohe Knuck flach zum Bayerskopf (523 m) und zum Bayersberg (517 m) über. Dort verläuft die Grenze zum Landkreis Main-Spessart. Am Hohen Knuck befindet sich das gut 120 ha große Naturschutzgebiet Naturwaldreservat Hoher Knuck.
Nach dem Berg ist ein Gasthof in Lichtenau benannt.
Der Namensteil "Knuck" existiert auch in einer Vielzahl anderer Schreibweisen, wie "Nock", und "Nack". Er ist bereits im Althochdeutschen zu finden und bedeutet "Bergspitze".

## Naturwaldreservat Hoher Knuck
An den Osthängen des Berges liegt das Naturwaldreservat Hoher Knuck. Es grenzt an den Fürstlich Löwensteinschen Park, der zum Landkreis Main-Spessart gehört. 1978 wurde der alte Rotbuchenwald am Hohen Knuck als Reservat ausgewiesen, 1998 wurde er auf die jetzige Größe von 121,8 Hektar erweitert. Das Naturwaldreservat wurde 2001 von der Regierung von Unterfranken als Naturschutzgebiet ausgewiesen.
Der Wald besteht aus Rotbuchen und Traubeneichen, auch kleineren Flächen stehen jüngere Douglasien und Fichten. Am Nordostrand des Reservates sind noch Spuren der kreisrunden Anlage eines Meilerplatzes zu erkennen. Das Reservat wurde arrondiert und ein durch das Gebiet verlaufender Forstweg zurückgebaut.